# Jorge Astaburuaga
Jorge Astaburuaga Vergara (La Serena, 1855-Santiago, 10 de noviembre de 1924) fue un abogado, diputado, intendente y diplomático chileno.

## Primeros años de vida
Fue hijo de Francisco Solano Astaburuaga Cienfuegos y de María del Rosario Vergara Rencoret. Estudió en el Instituto Nacional. Se graduó de abogado en la Universidad de Chile en 1885.
Se casó con Rosalía Lyon Pérez-Rosales, con quien tuvo seis hijos: Jorge, Luz, Ricardo, Arturo, María y Luisa.

## Diplomático, intendente y diputado
Fue secretario de la Legación de Chile en México y Centroamérica, y adjunto del personal de la legación chilena en los Estados Unidos (1879).
En 1884 se le nombró secretario de la Municipalidad de Santiago. Adherente de los ideales conservadores, fue elegido Diputado por Coelemu y Talcahuano en 1885, y en 1888 fue elegido en representación del departamento de San Carlos.
Intendente de la provincia de Aconcagua en 1890. Fue nombrado superintendente de la Casa de Moneda en 1891, mismo año en que se trasladó a Washington como secretario de la Legación de Chile, designado por el nuevo gobierno de Jorge Montt Álvarez, tras la revolución que triunfó en 1891.